# Barajul Tău

Barajul Tău, foto: septembrie 2011.

Barajul Tău, foto: septembrie 2011.

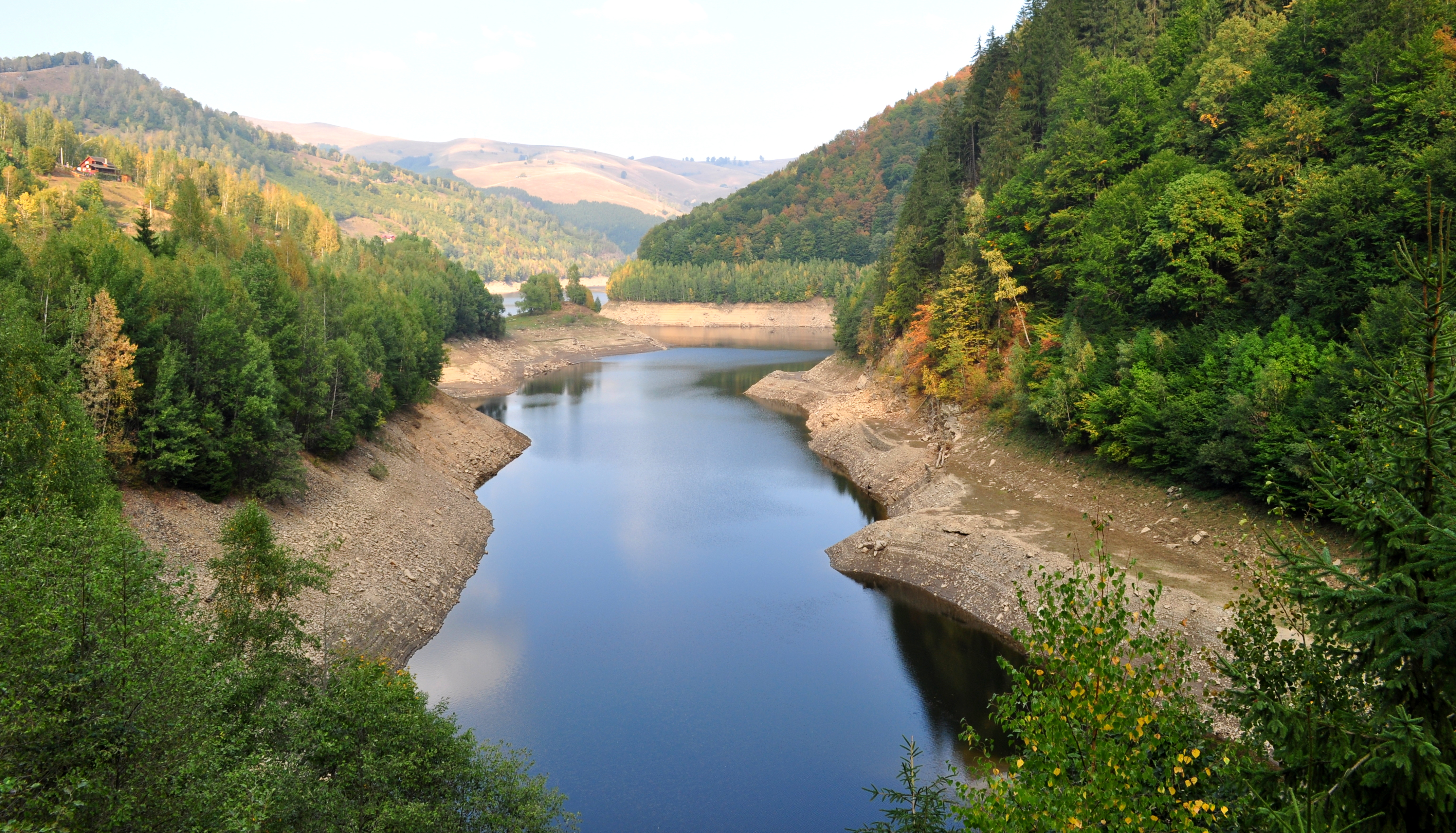
Lacul de acumulare Tău, foto: septembrie 2011.

Barajul Tău este o construcție din beton armat în forma de dublu arc, având înălțimea de 78 m, ridicat la confluența râului Sebeș cu râul Bistra. Lungimea coronamentului este de 178 m. A fost dat în exploatare în anul 1984. Barajul permite acumularea unui volum de apă în lacul de acumulare de 21 mil. mc. La nivelul normal de retenție, suprafața lacului este de aproximativ 81 ha. Este administrat de Hidroelectrica.

## Amenajarea hidroenergetică
Centrala hidroelectrică Gâlceag este o centrală în derivație, subterană, amplasată pe malul stâng al râului Sebeș, la aproximativ 2 km în amonte de localitatea Tău. Are o putere instalată de 150 MW (2x75MW). Productia de energie în anul mediu hidrologic este de 260 GWh. Ea constituie treapta I a amenajării hidroenergetice de pe valea Sebeșului, valorifică potențialul energetic al acumulării Oașa și este în exploatare din anul 1980.
Apele uzinate în CHE Gâlceag debușează apoi în lacul de acumulare Tău. Acesta s-a format în spatele unui baraj în arc din beton, având 78 m înălțime, situat în Cheile Tăului, în aval de confluența cu pârâul Bistra.
Acumularea are o suprafață de 21,3 ha și un volum ce circa 21 mil mc și este alimentată nu doar de debitul uzinat, dar și de apele preluate prin derivația secundară Dobra (7,3 km), care adună 1 mc/s de la captările Dobra și Șugag.
Golirea de fund este formată din două conducte cu secțiunea de 1,4 m², având fiecare câte două vane plane și care pot descărca 60 mc/s. Barajul este prevăzut cu un deversor central frontal format din 4 deschideri de 10 x 4 m.
Aducțiunea principală pentru CHE Șugag are o lungime de 8200 m, iar galeria are diametrul de 4 m. La capătul din aval al aducțiunii, un puț blindat, cu lungimea de 312 și un diametru de 3,3 m, conduce apele la centrală.
CHE Șugag este amplasată într-o cavernă subterană, la care se ajunge printr-o galerie de acces auto de 577 m. Este echipată cu 2 turbine Francis de 75 MW.
Galeria de fugă are lungimea de 5456 m, un diametru de 4,3 m și debușează în lacul Obrejii de Căpâlna.

## Imagini

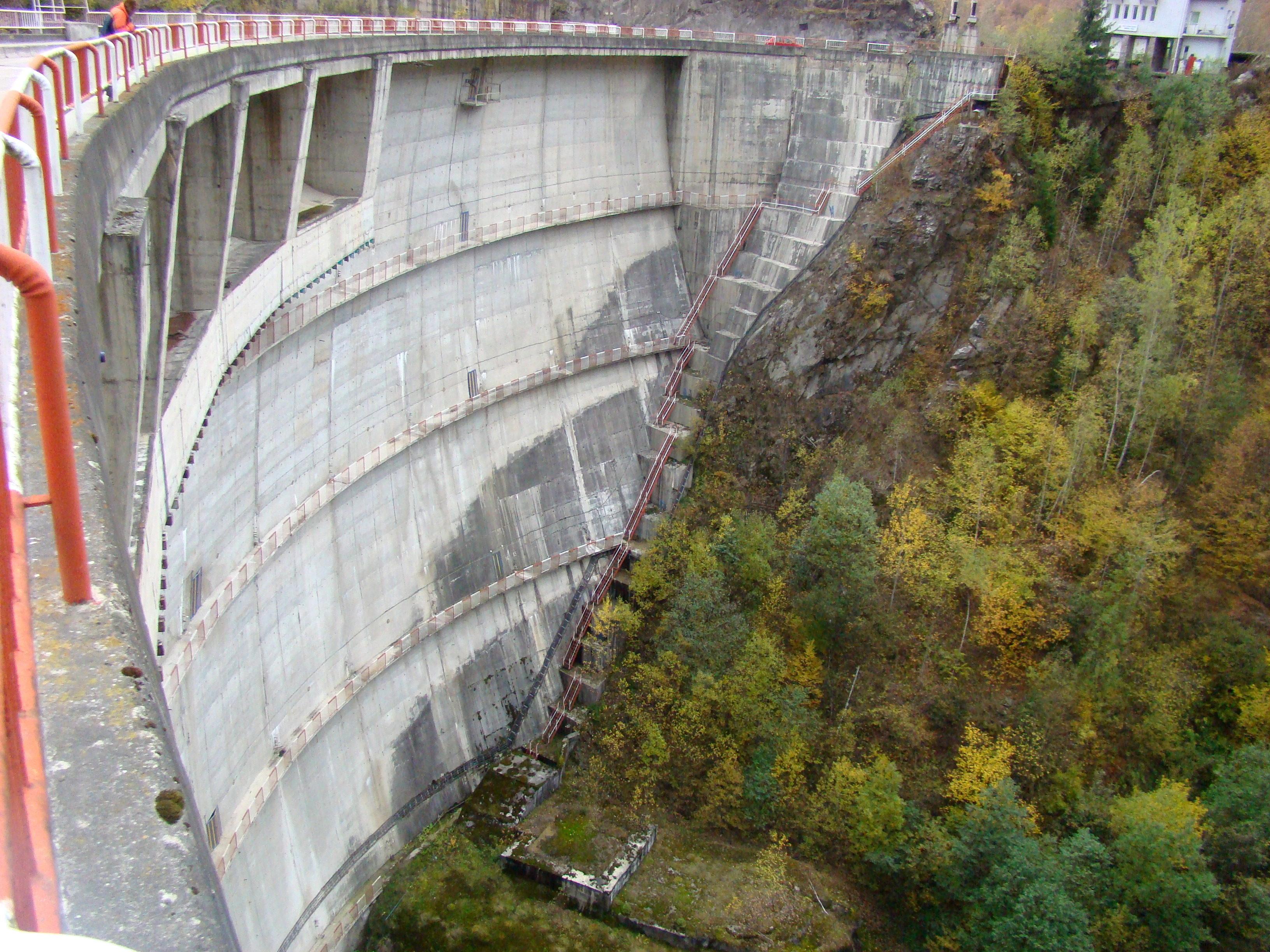
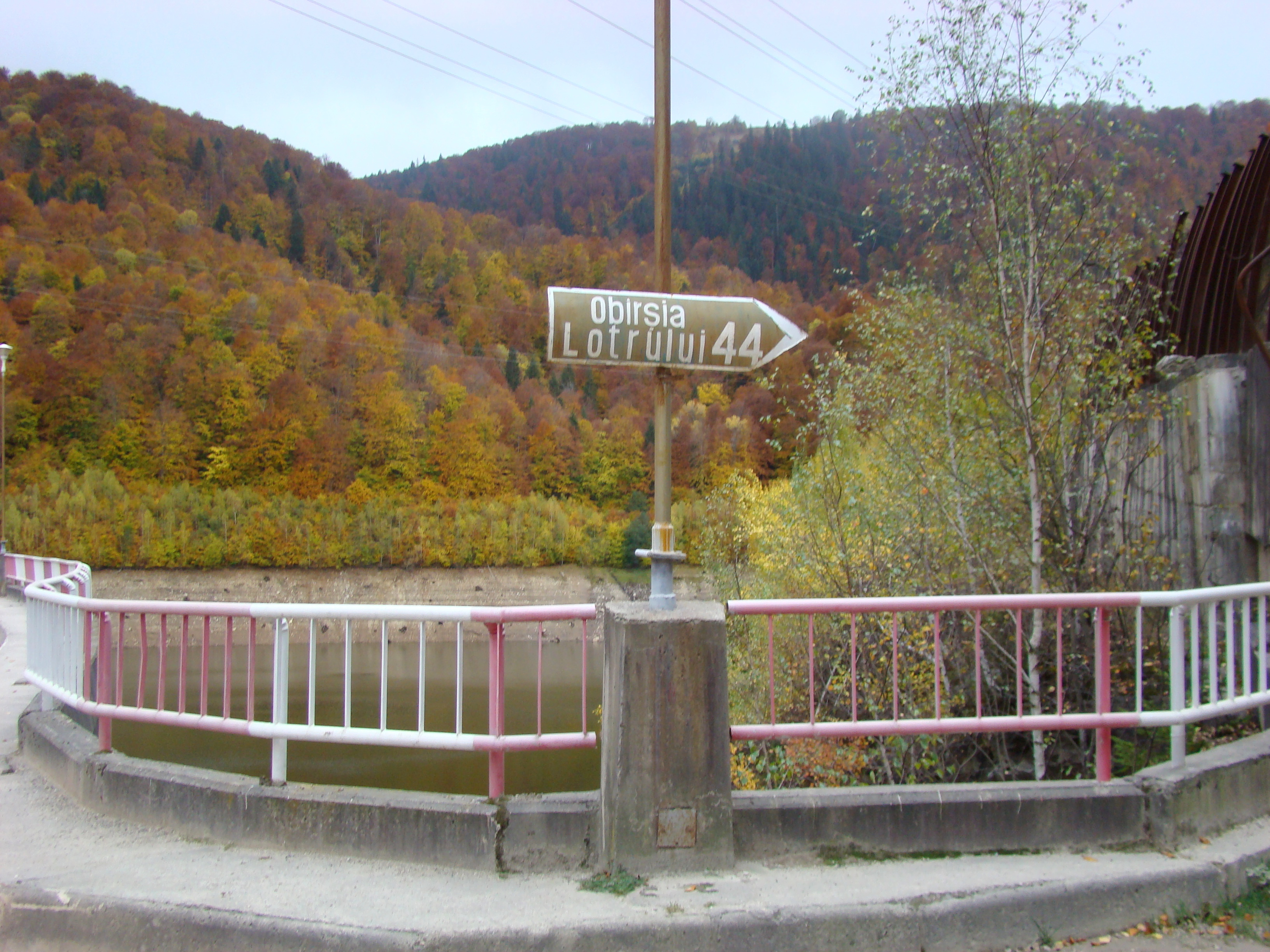
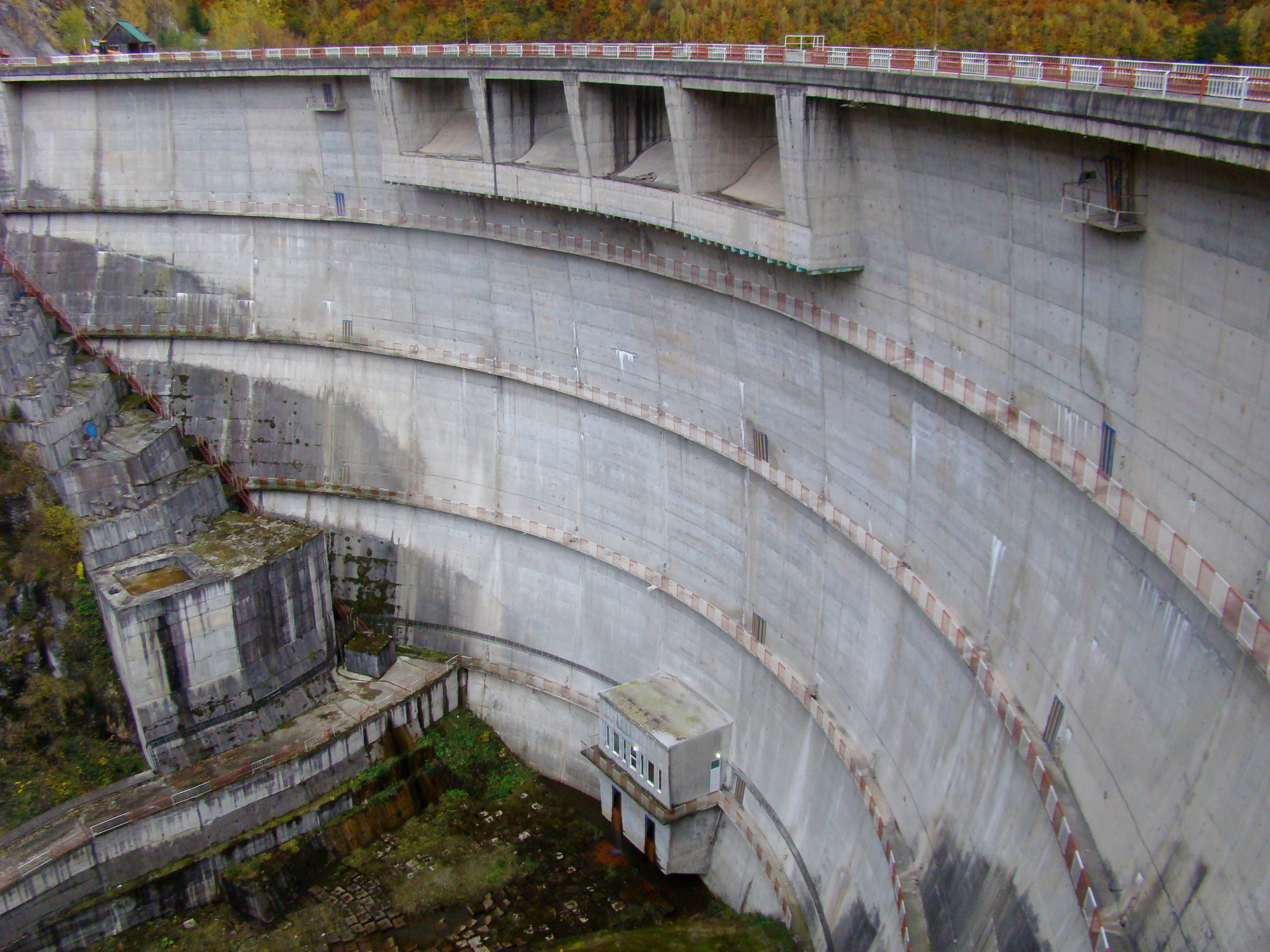
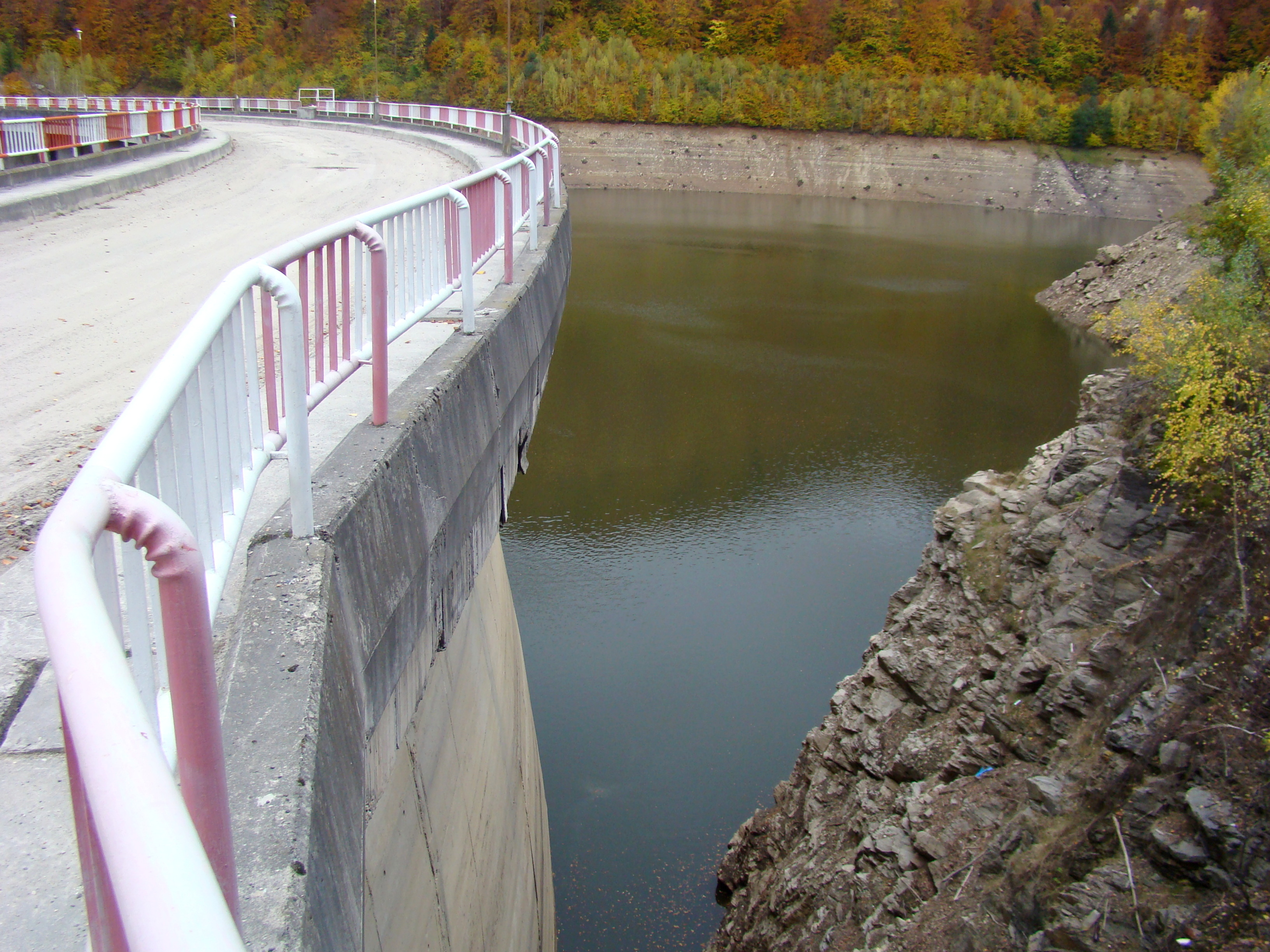
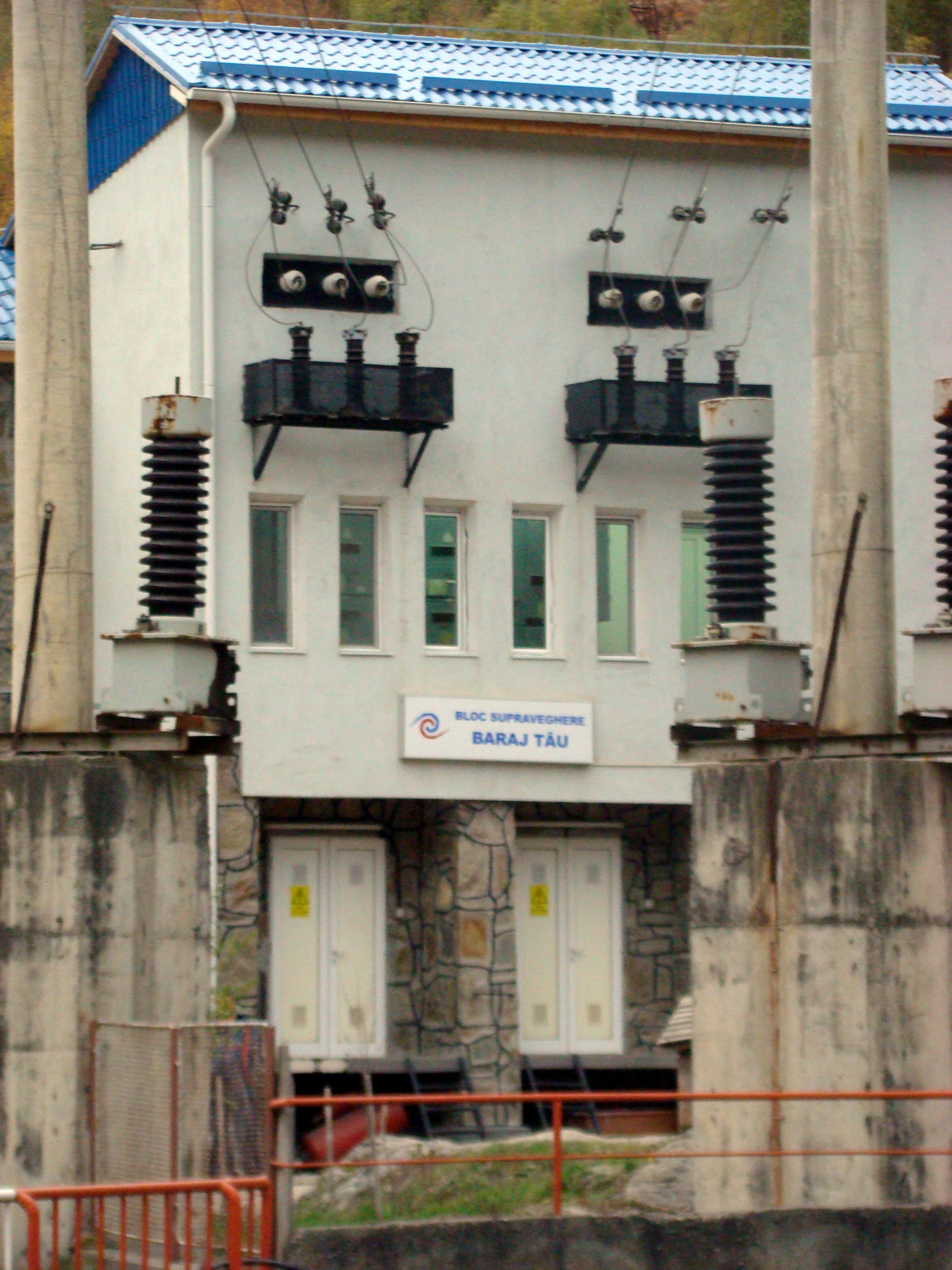
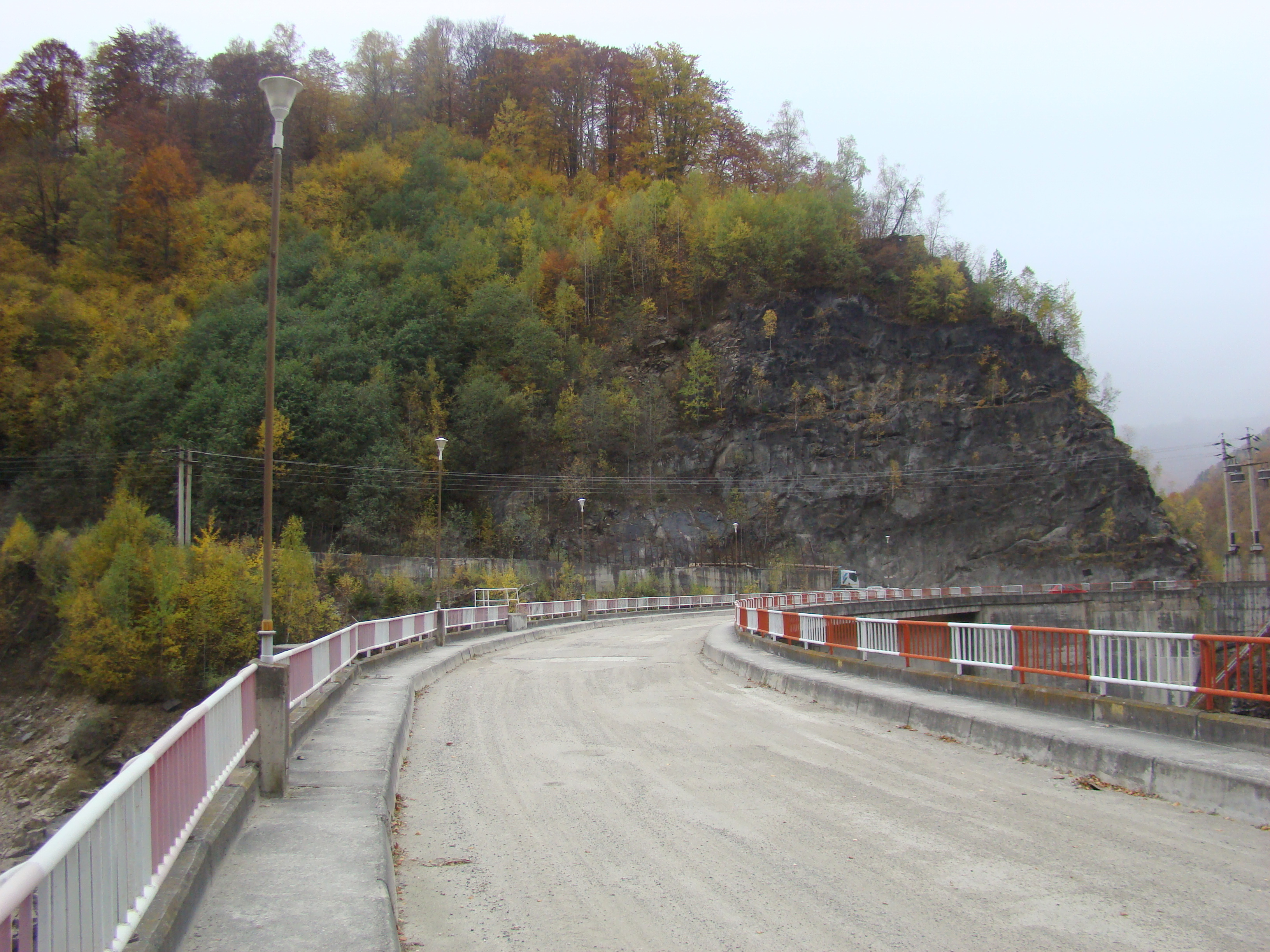
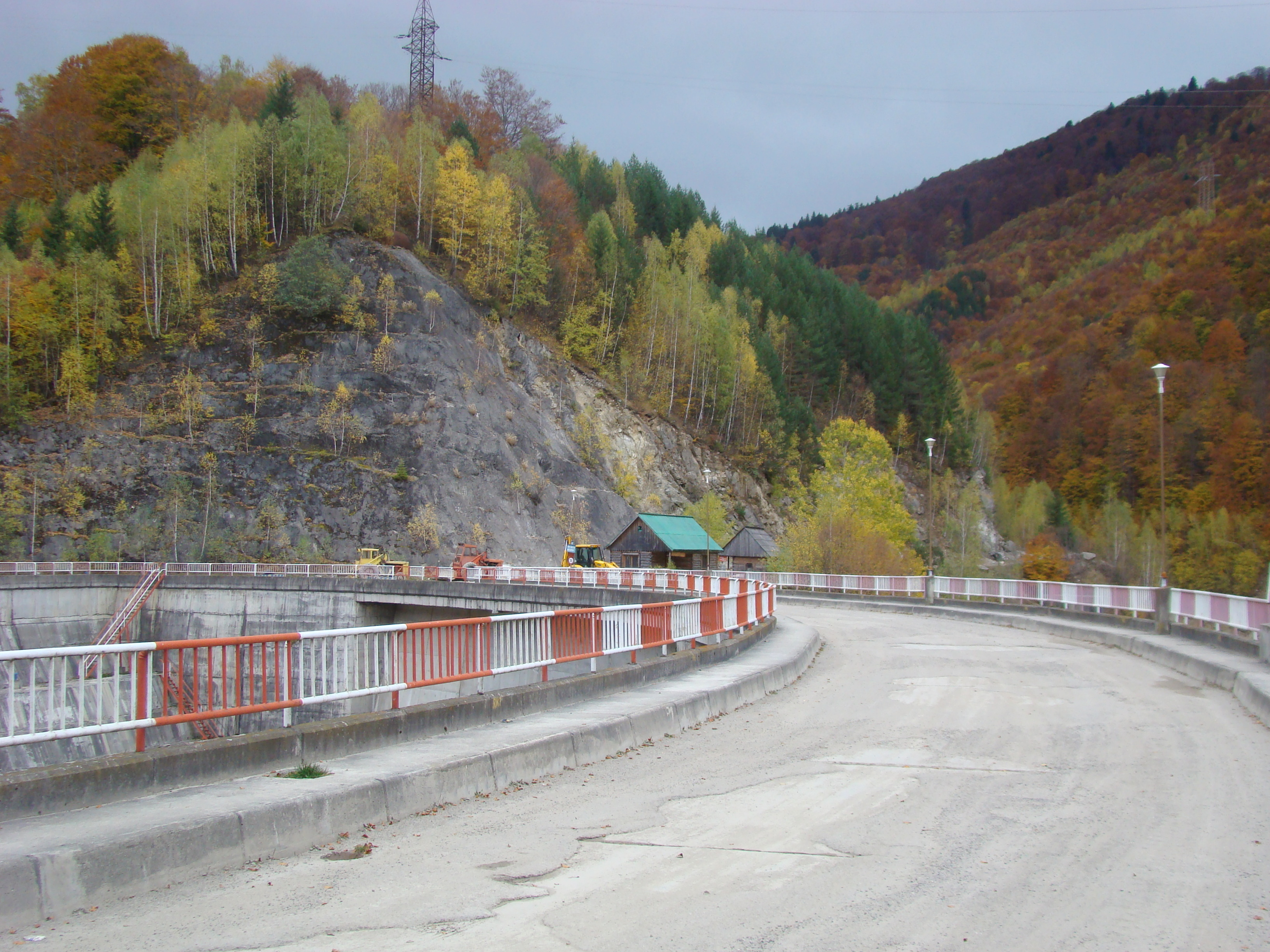
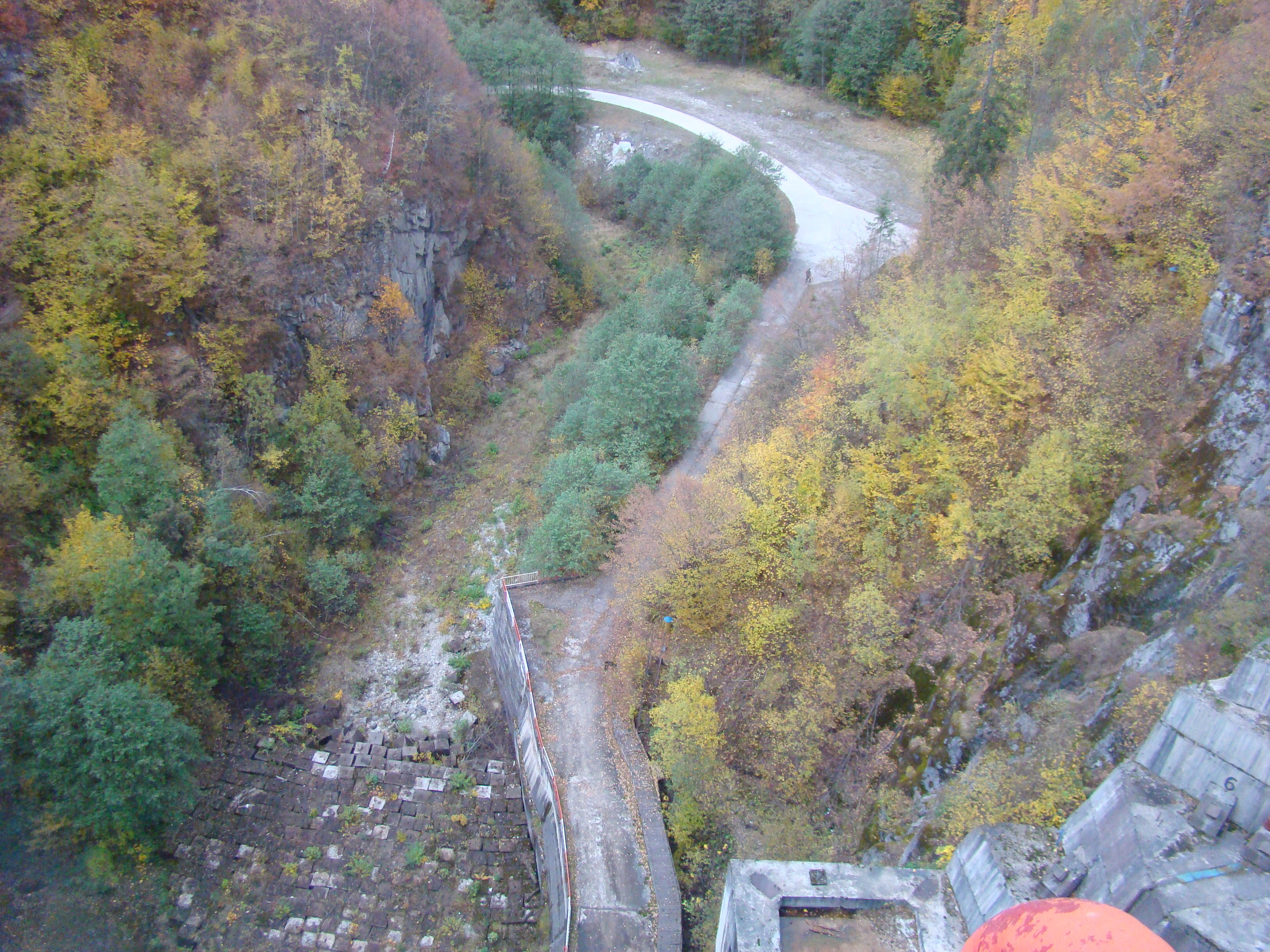
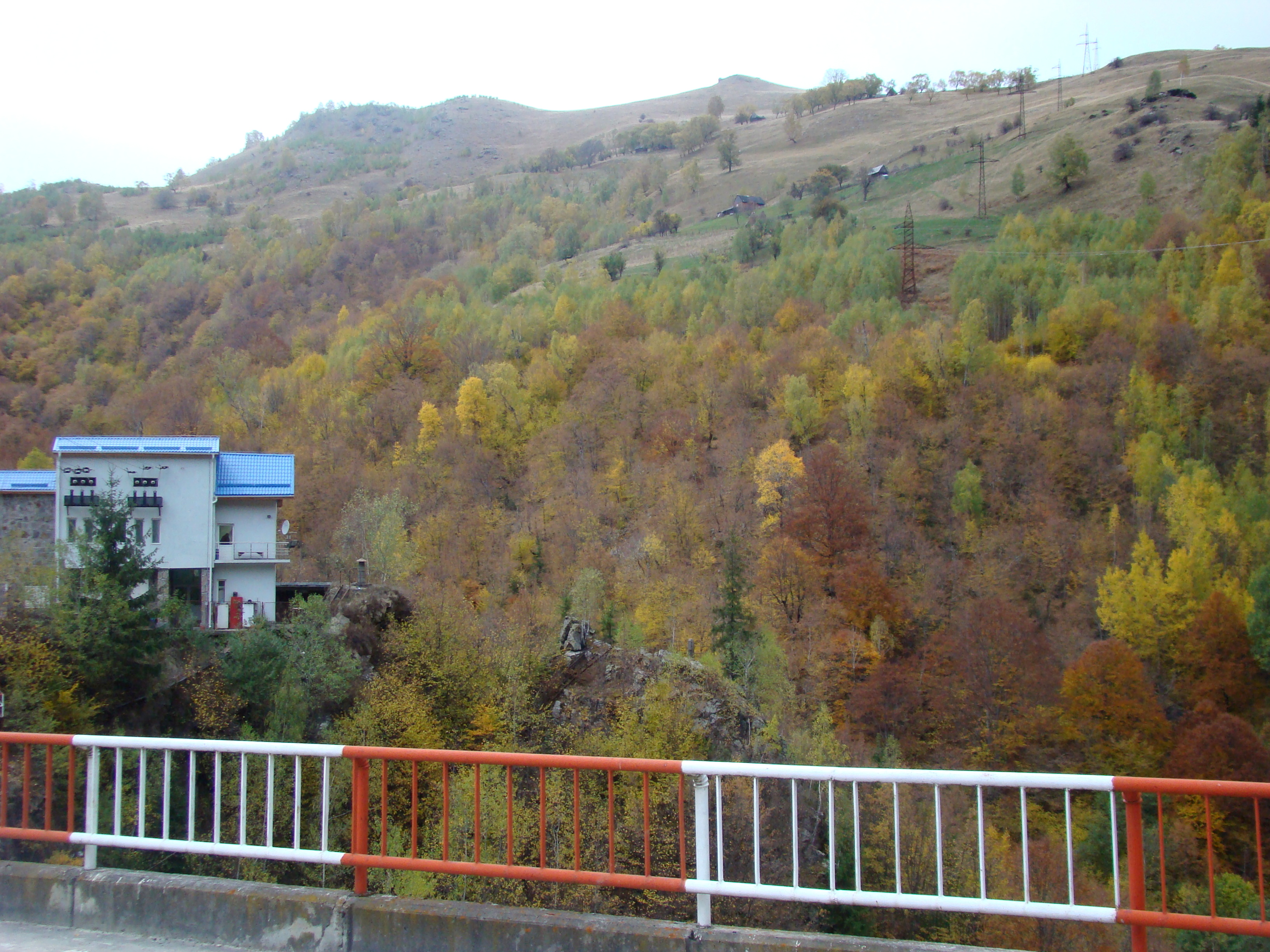
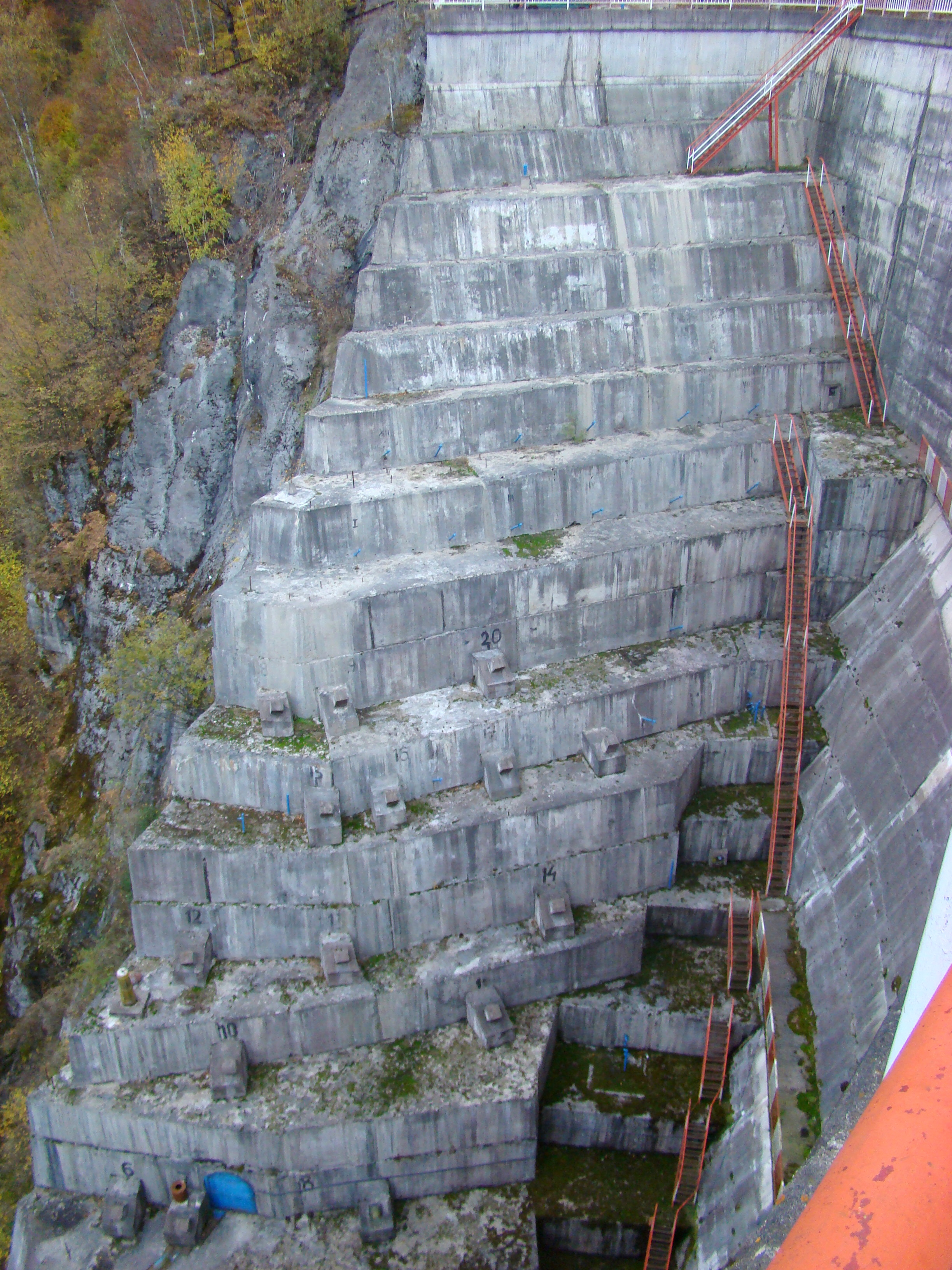
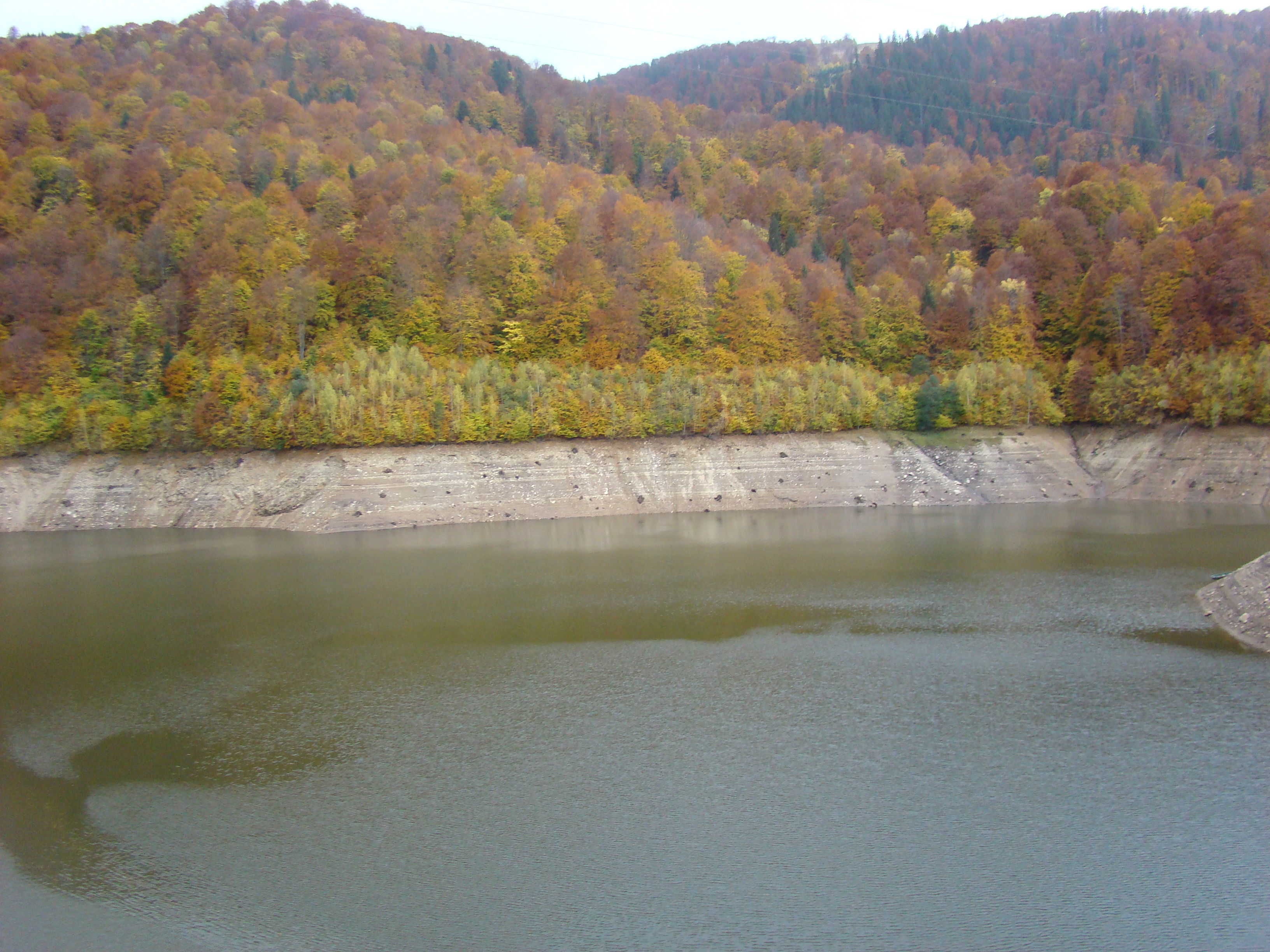
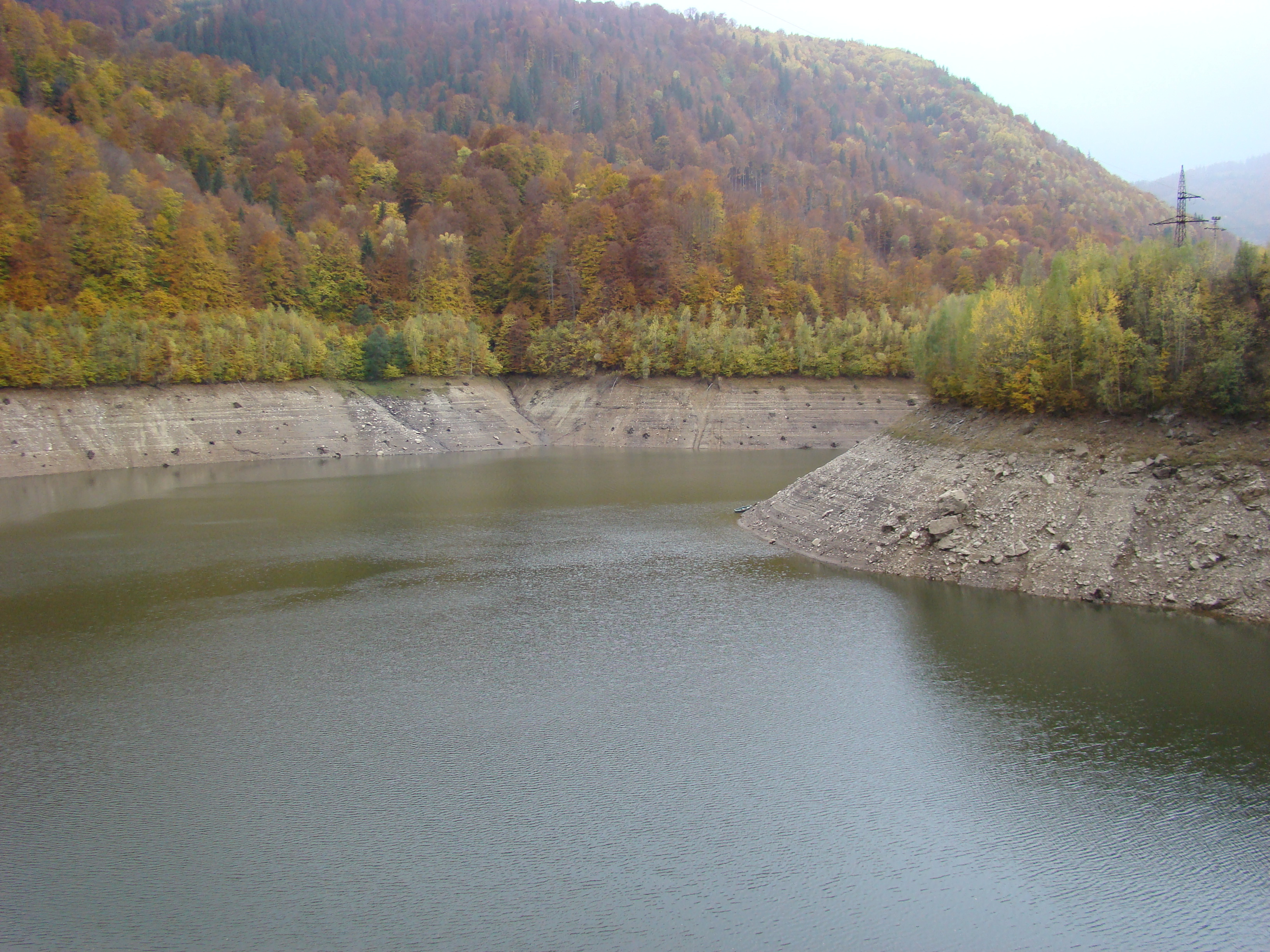
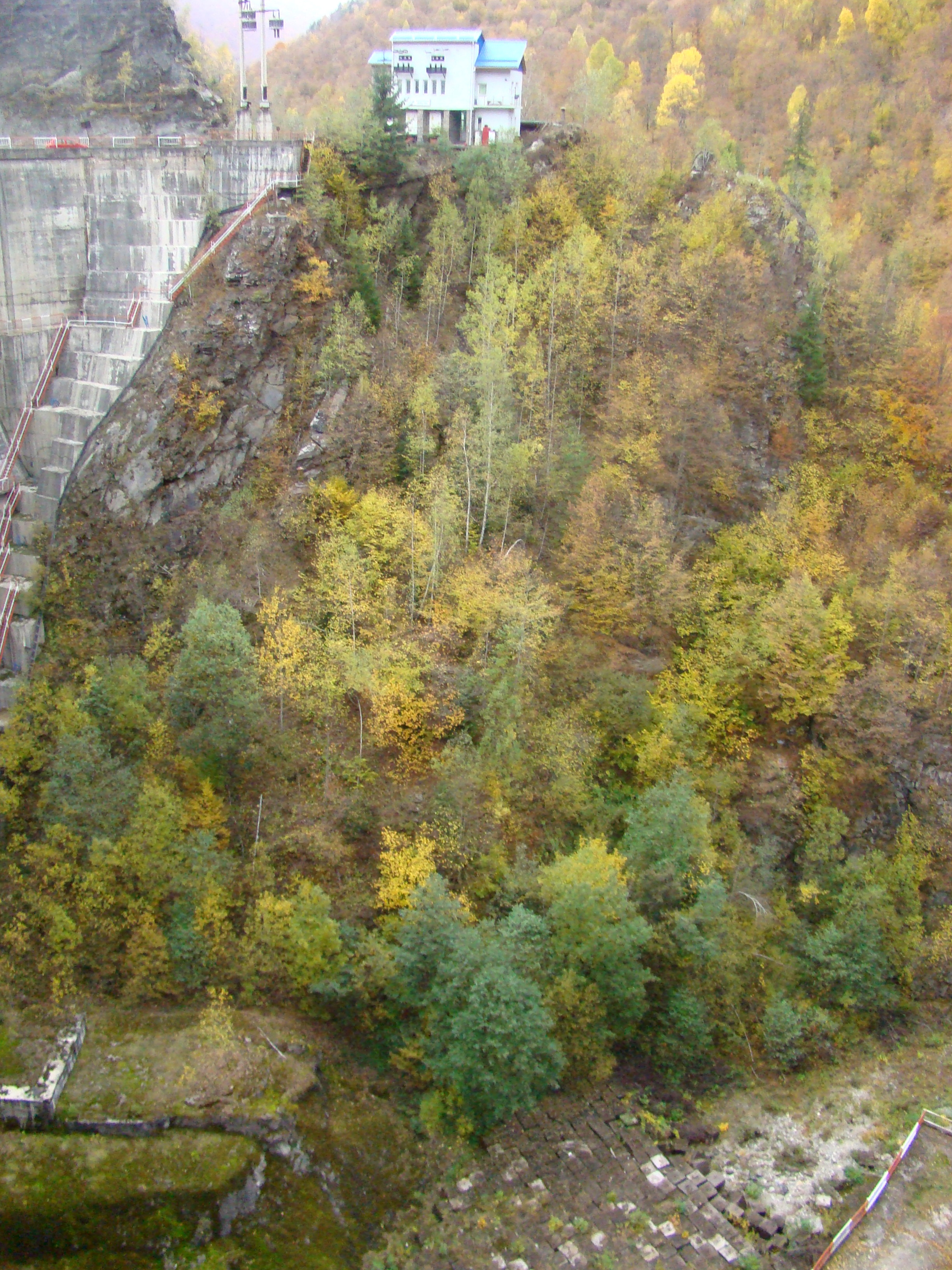
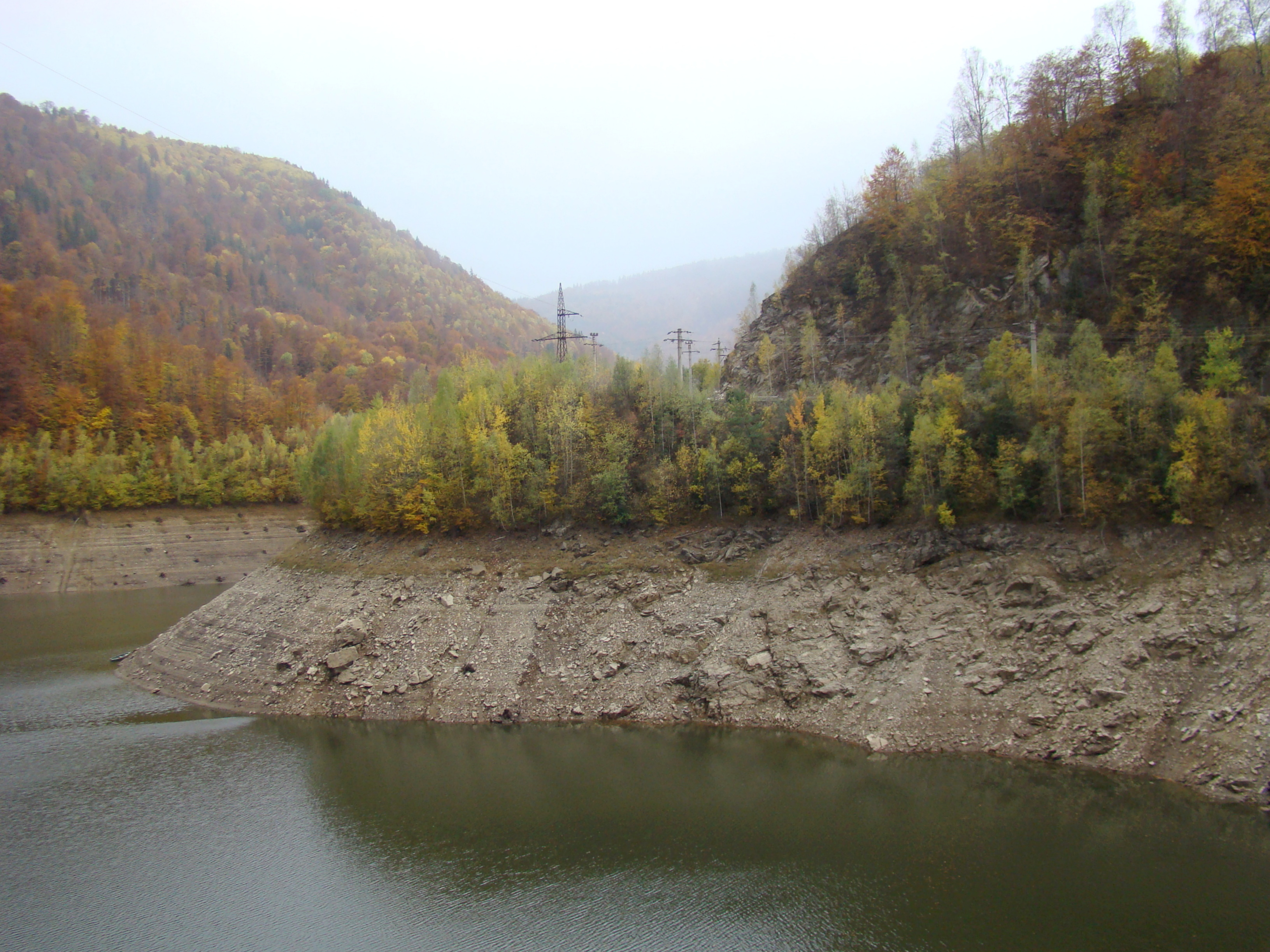
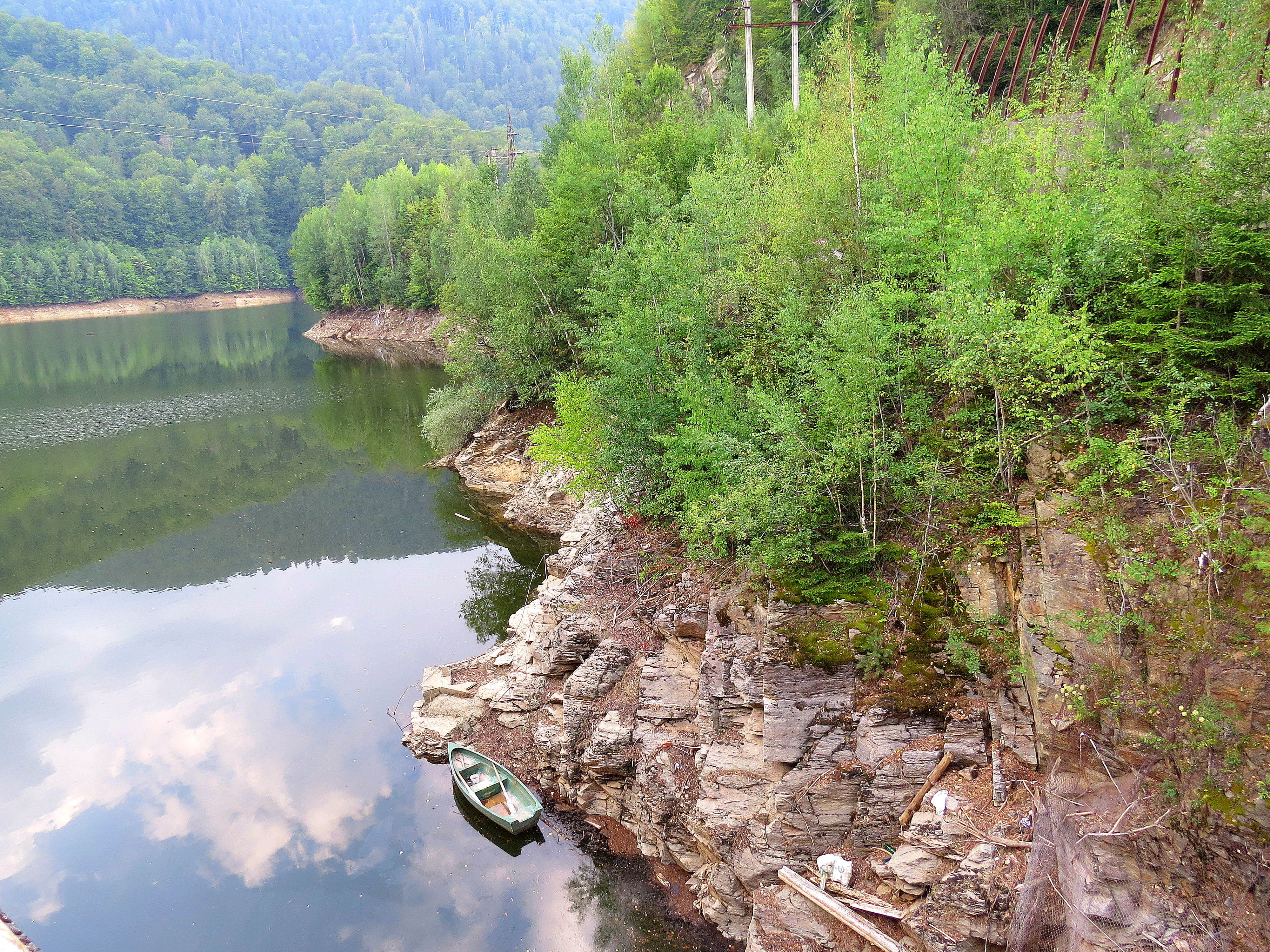
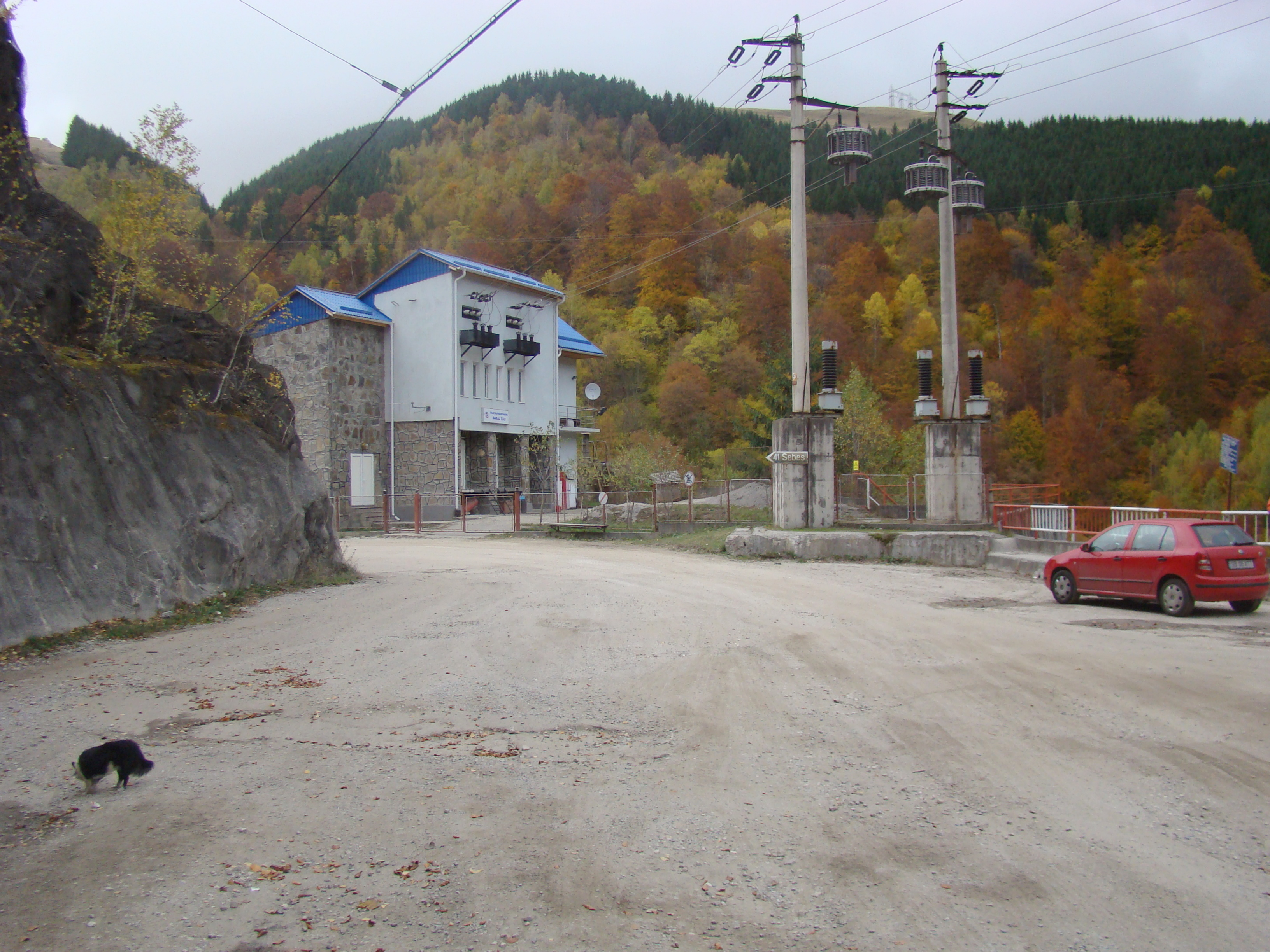
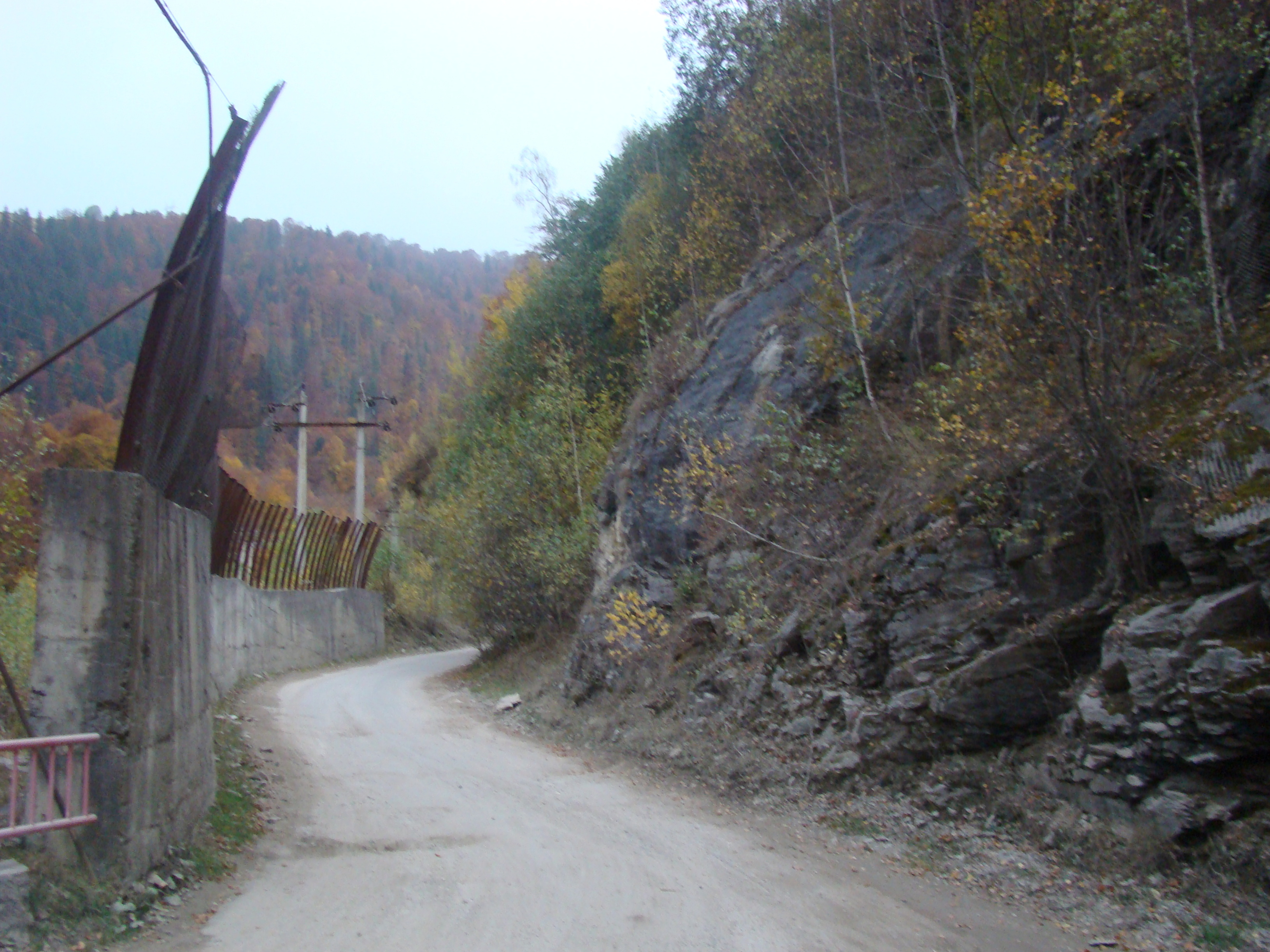
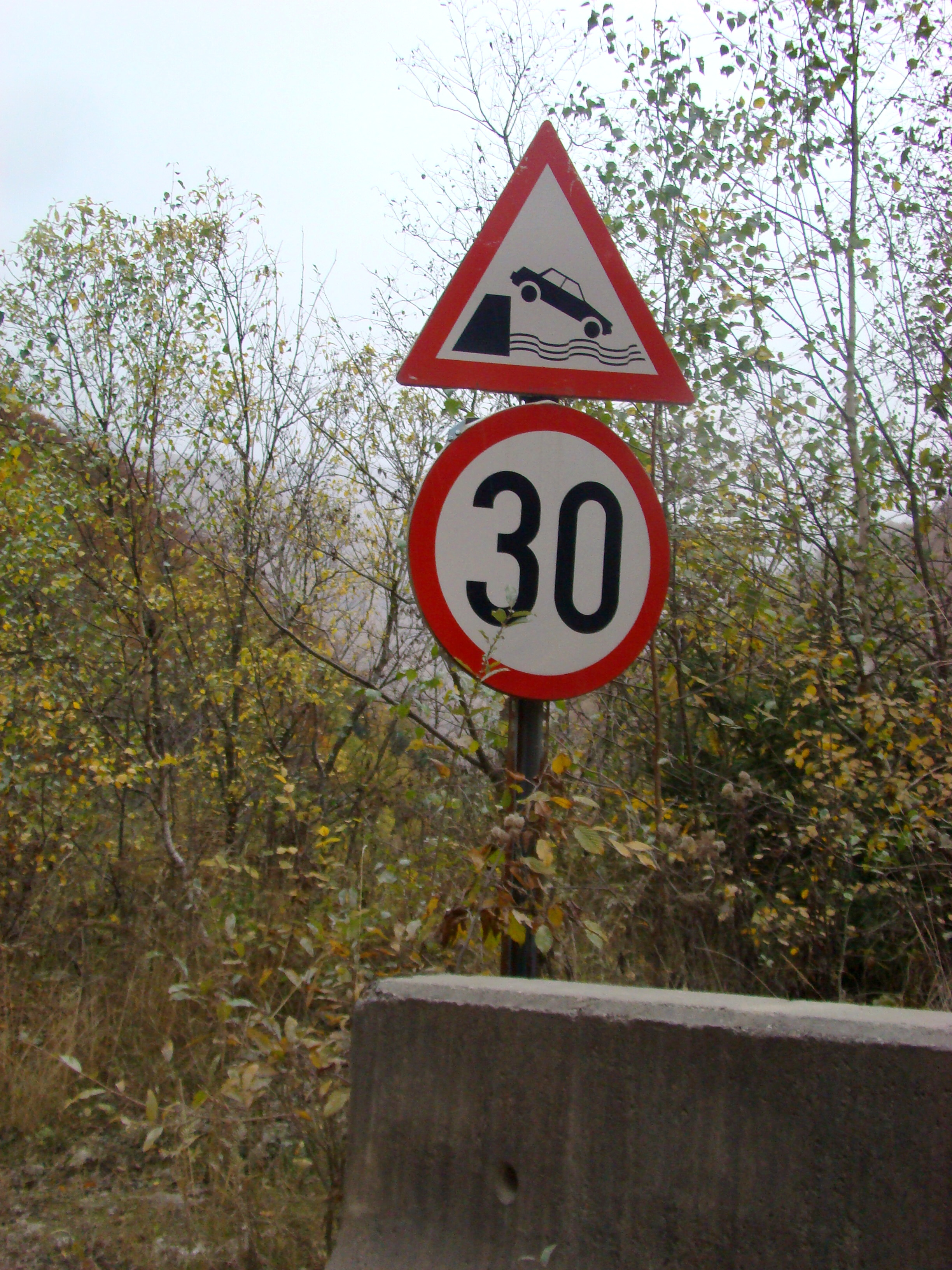